# Hoplia inops
Hoplia inops är en skalbaggsart som beskrevs av Bates 1887. Hoplia inops ingår i släktet Hoplia och familjen Melolonthidae. Inga underarter finns listade i Catalogue of Life.